# Kambsfell
Kambsfell är ett berg i republiken Island. Det ligger i regionen Norðurland eystra, 220 km nordost om huvudstaden Reykjavík. Toppen på Kambsfell är 1 249 meter över havet, eller 102 meter över den omgivande terrängen. Bredden vid basen är 2,8 km.
Trakten runt Kambsfell är nära nog obefolkad, med mindre än två invånare per kvadratkilometer. Det finns inga samhällen i närheten. Trakten runt Kambsfell består i huvudsak av gräsmarker.